# Йоган Карл Лот
Йоган Карл Лот, також Карло Лотті, Карлотто (нім. Johann Carl Loth; 1632, Мюнхен — 1698, Венеція) — німецький художник другої половини XVII ст. доби бароко.

## Життєпис
Народився у місті Мюнхен. Його батько, Йоган Ульріх Лот (1590—1662), був художником. Ймовірно, що перші художні навички здобув у майстерні батька. На стажування відбув у папський Рим.

## Перебування в Італії
Під час перебування у Римі на молодого художника справили враження твори Мікеланджело да Караваджо та його послідовника Карло Сарачені. Але його художня манера тяжіла до інших джерел і в його картинах вбачають впливи художника П'єтро Лібері (1605—1687) з їх еротизмом, увагою до ракурсу в композиціях і м'яким накладанням фарб без різкого освітлення.

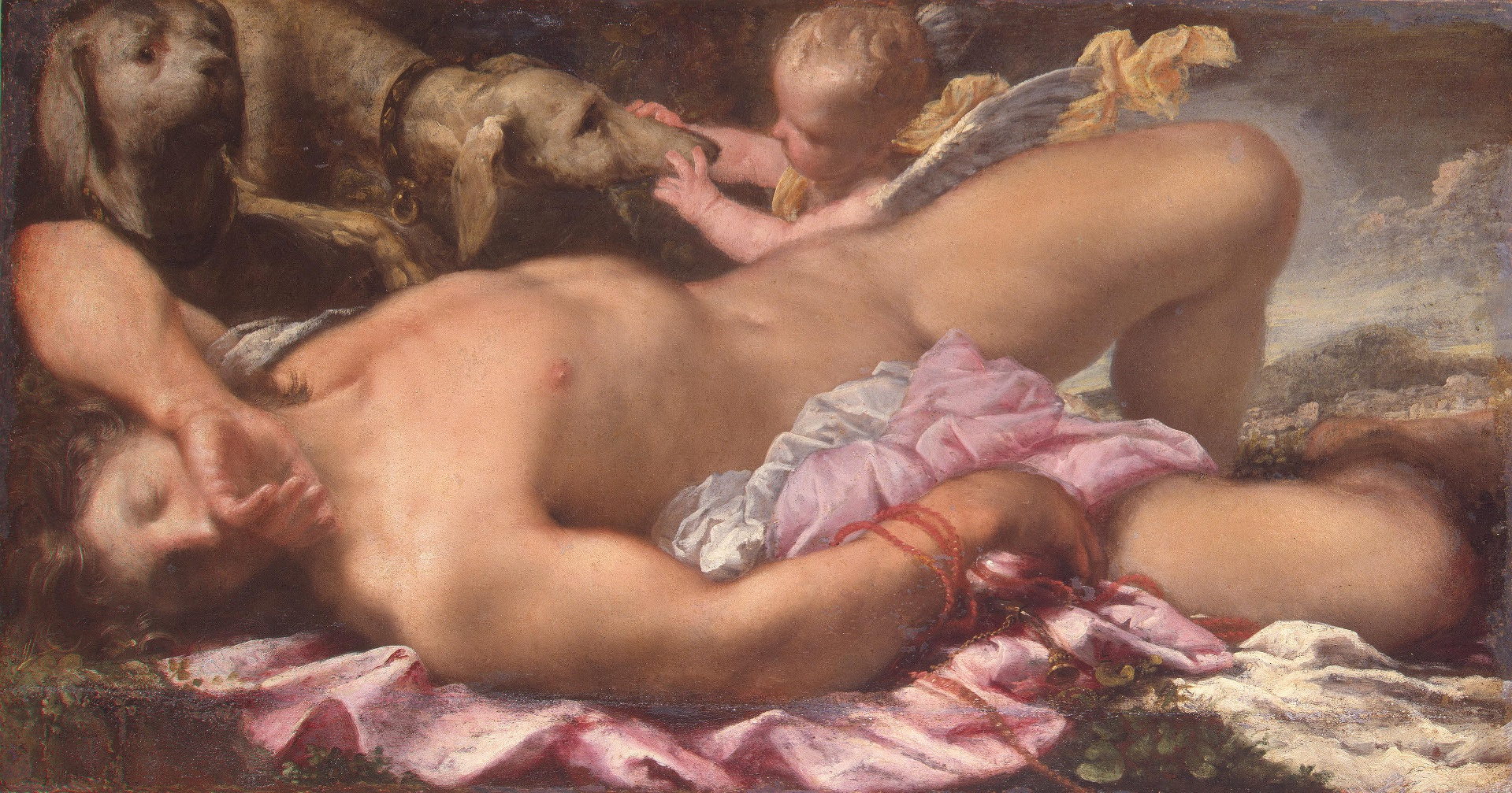
П'єтро Лібері. «Ендіміон уві сні»
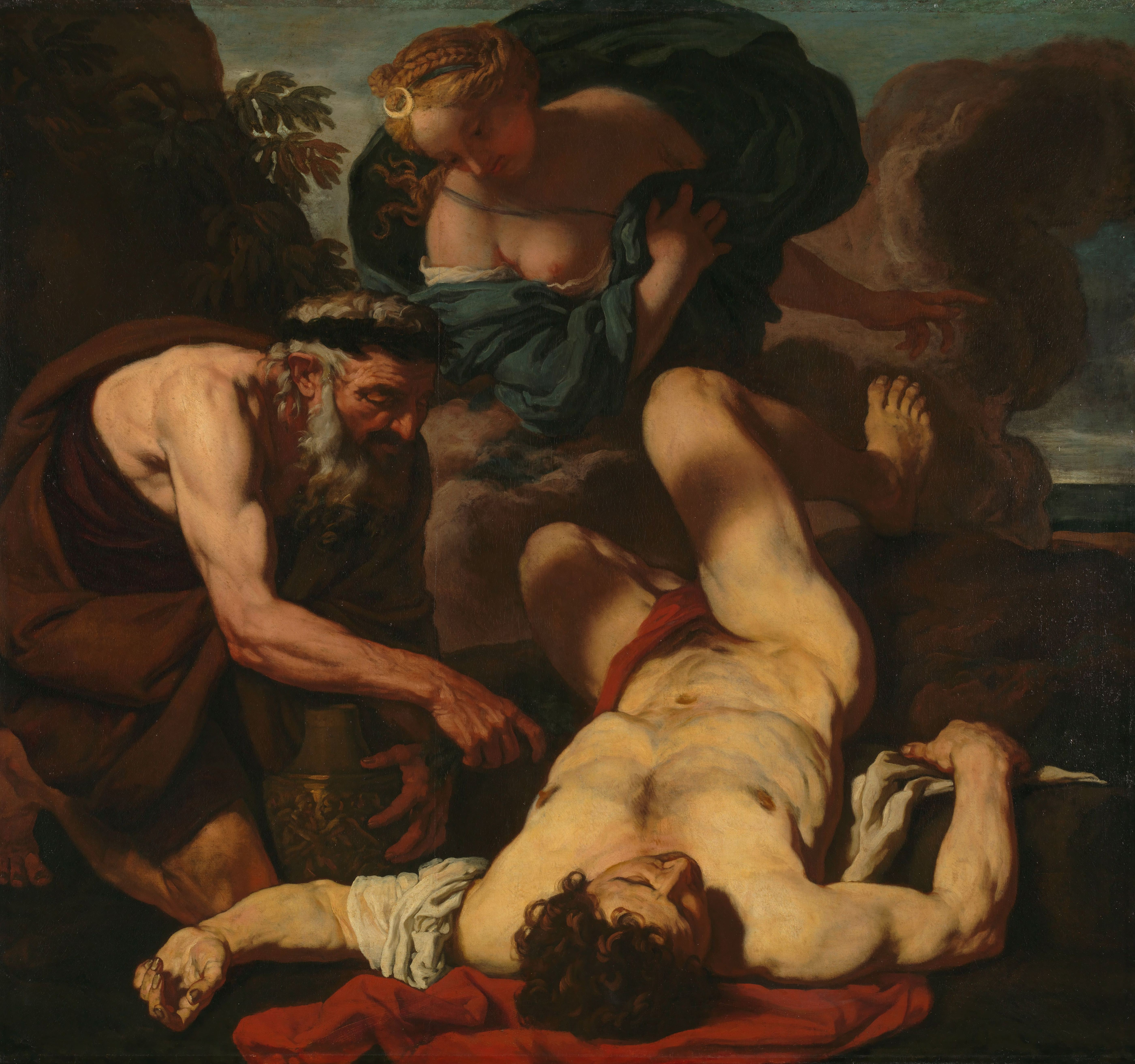
Йоган Карл Лот. «Селена і Ендіміон», Державний музей (Амстердам)

Тривалий час працював у Венеції. Його майстерню відвідували різні художники, серед котрих ті, що мали кошти і вільне дозвілля для закордонних подорожей (Корнеліс де Брейн, Ян ван Бюнник). Серед добрих знайомих митця у Італії — голландський художник Віллем Дрост (1633—1659), колишній учень Рембрандта. Віллем Дрост супроводжував Йогана Карла у Венецію, де вони удвох створили декілька картин (серія «Апостоли», на початку 18 ст. картини були у збірці Джорджо Бергонці).

## Смерть
Помер у місті Венеція. Поховання відбулося у венеційській церкві Святого Луки.

## Учні майстра
- Санто Прунаті (1656—1728)
- Деніел Зейтер (бл. 1642—1705)
- Петер Штрудель (бл. 1660—1714)
- Ганс Адам Вейсенкірхер (1646—1695)
- Міхаель Венцель Хальбах

## Неповний перелік обраних творів
- «Елеазар і Ревекка біля колодязя»

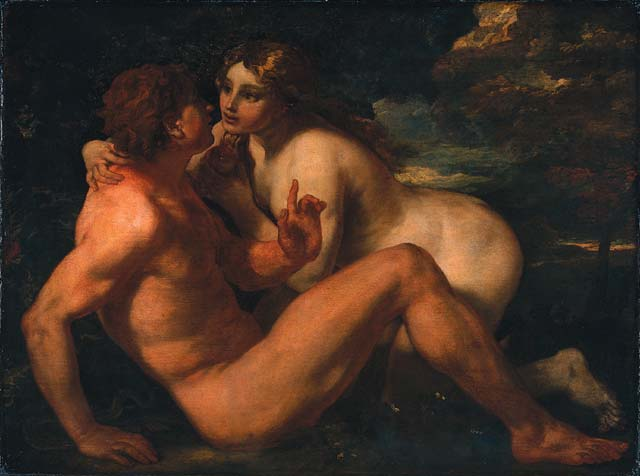
Йоган Карл Лот. «Єва умовляє Адама зірвати плід з дерева пізнання в Раю», Національна галерея Канади.

- «Милосердний самаритянин», бл. 1676 р., замок Вейсенштейн
- «Самогубство Катона Утичного», Національний музей (Варшава)
- «Музичне змагання Аполлона і Марсія у присутності бога Пана», Берлін
- «Іван Хреститель»
- «Любов циклопа Поліфема до німфи Галатеї»
- «Єва умовляє Адама зірвати плід з дерева пізнання в Раю», Національна галерея Канади
- «Адам біля трупа убитого сина Авеля», Музей історії мистецтв, Відень
- «Семела і Ендіміон», Державний музей (Амстердам)
- «Меркурій і Аргус», Національна галерея мистецтва, Вашингтон
- «Автопортрет», Галерея Уффіці, Флоренція

## Галерея обраних творів

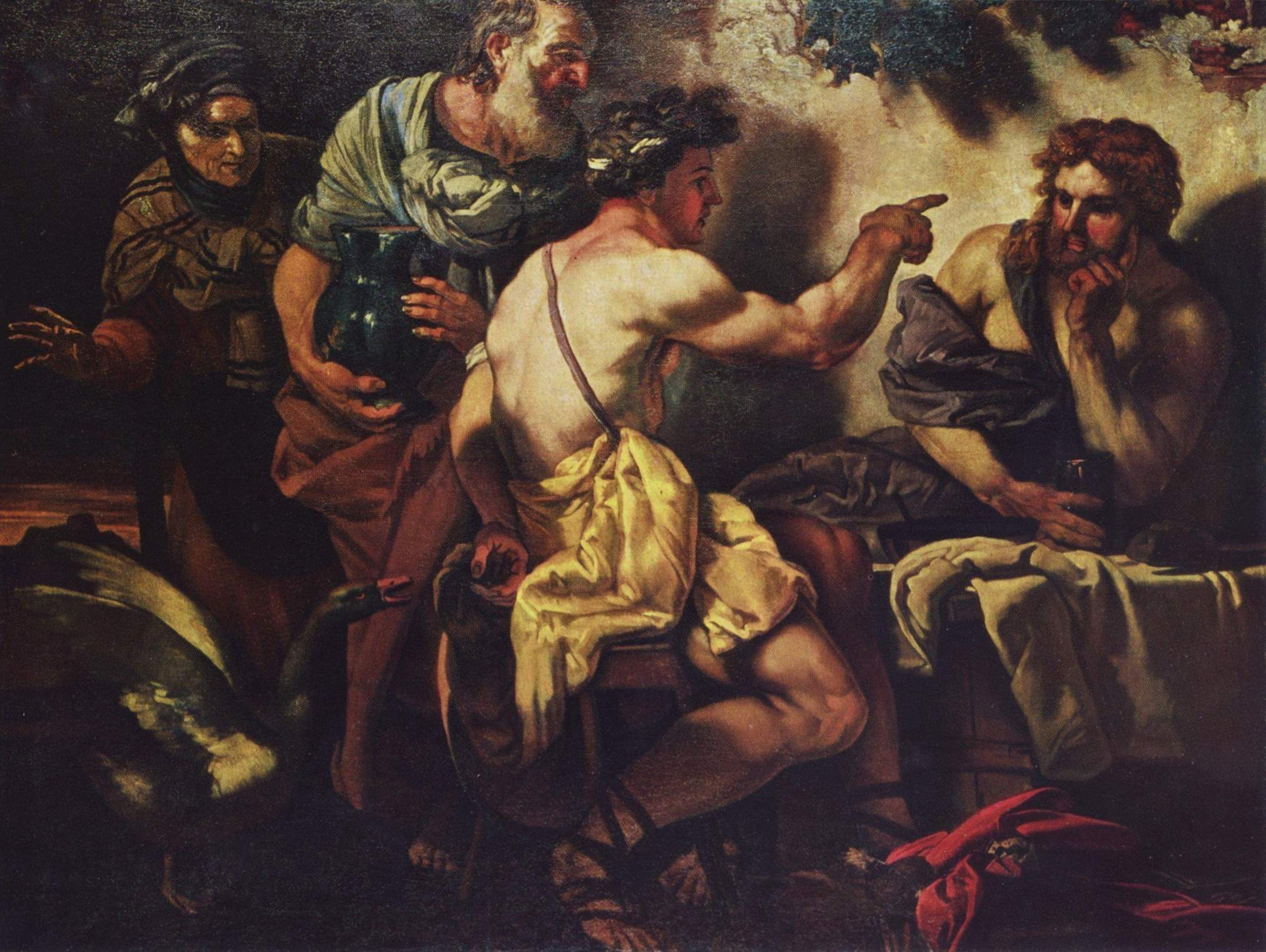
Йоган Карл Лот. «Юпітер і Меркурій у гостях у Філімона і Бавкіди», Музей історії мистецтв, Відень

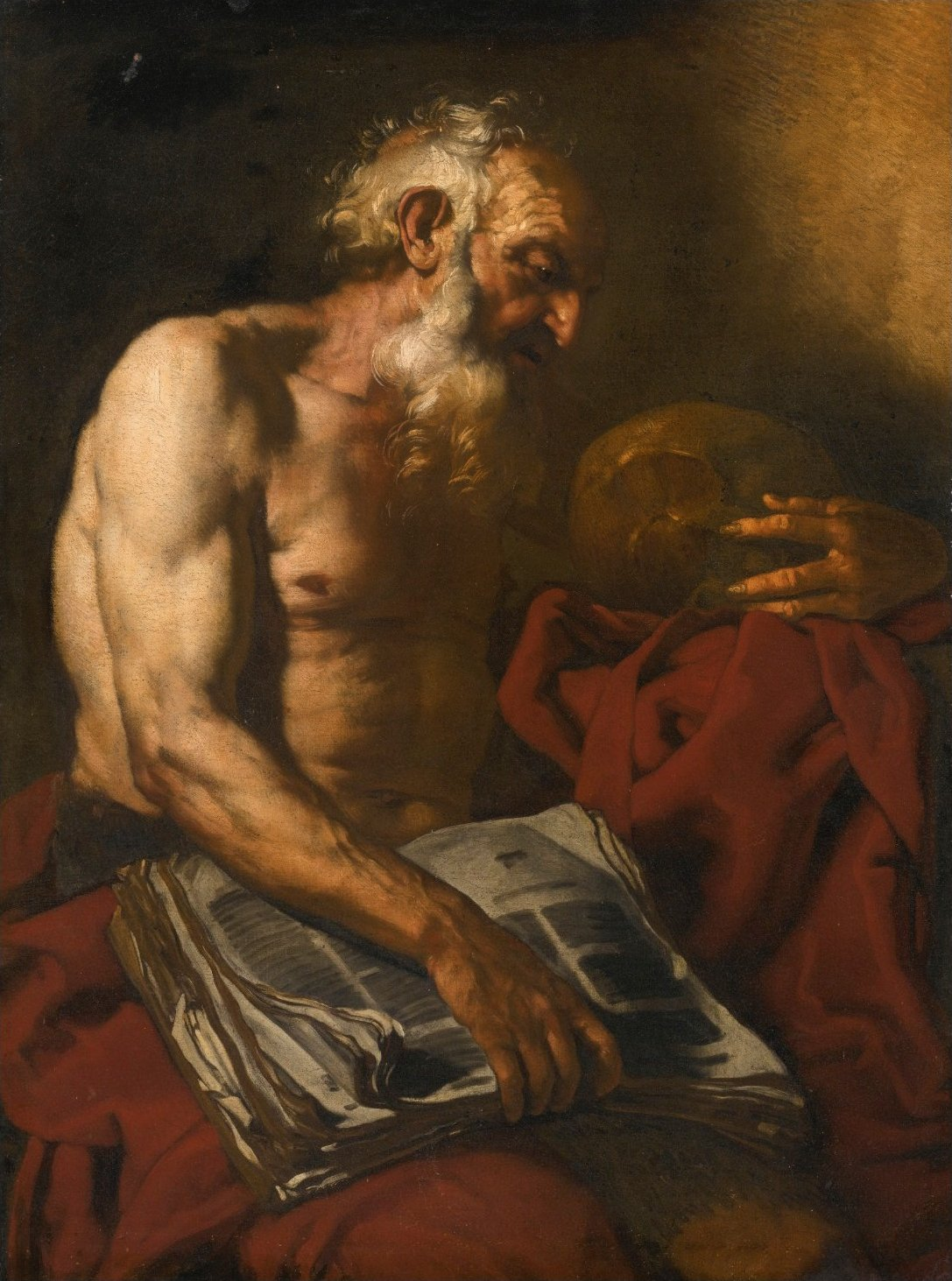
Йоган Карл Лот. «Св. Єронім»

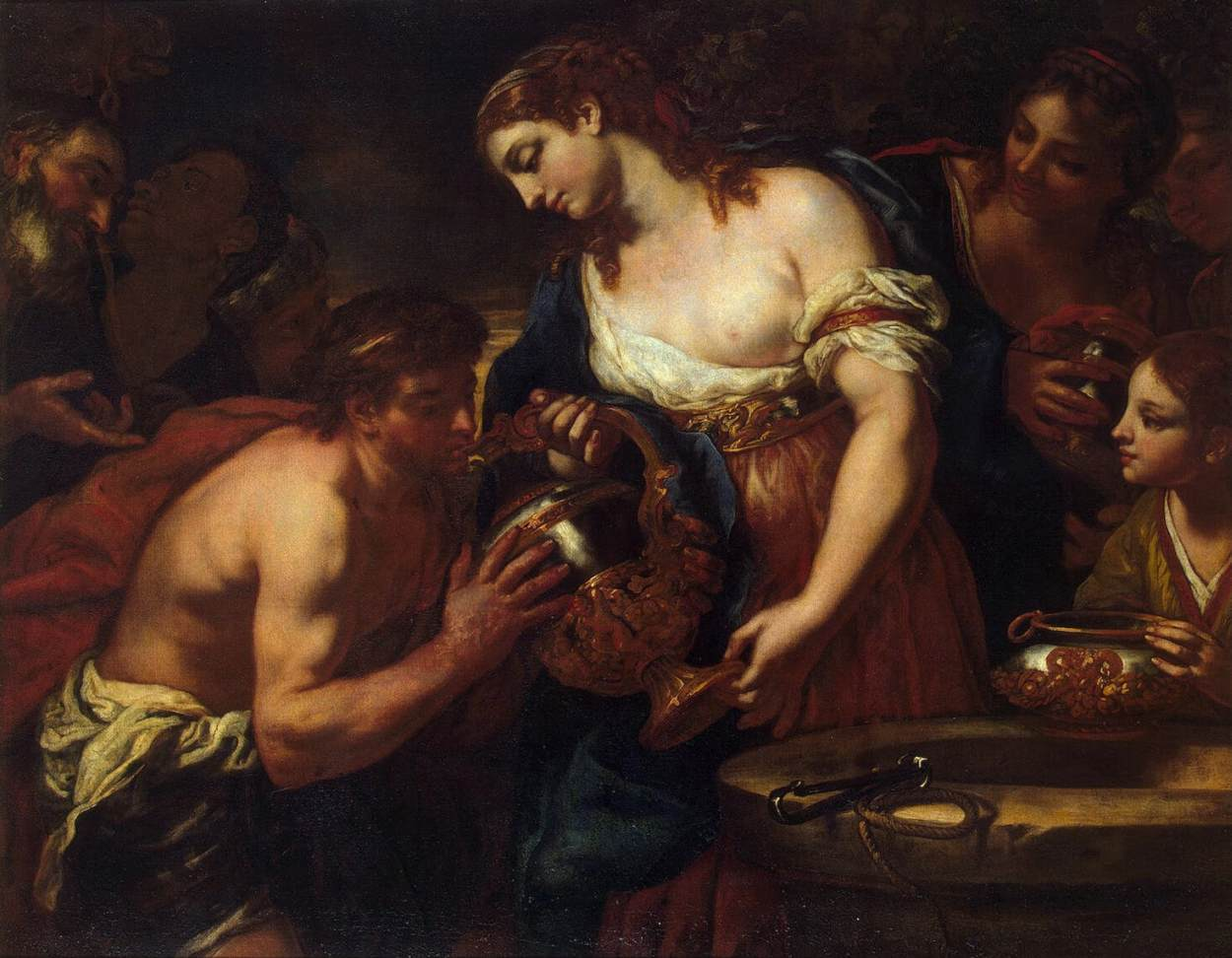
Йоган Карл Лот. «Елеазар і Ревекка біля колодязя», Ермітаж, Санкт-Петербург
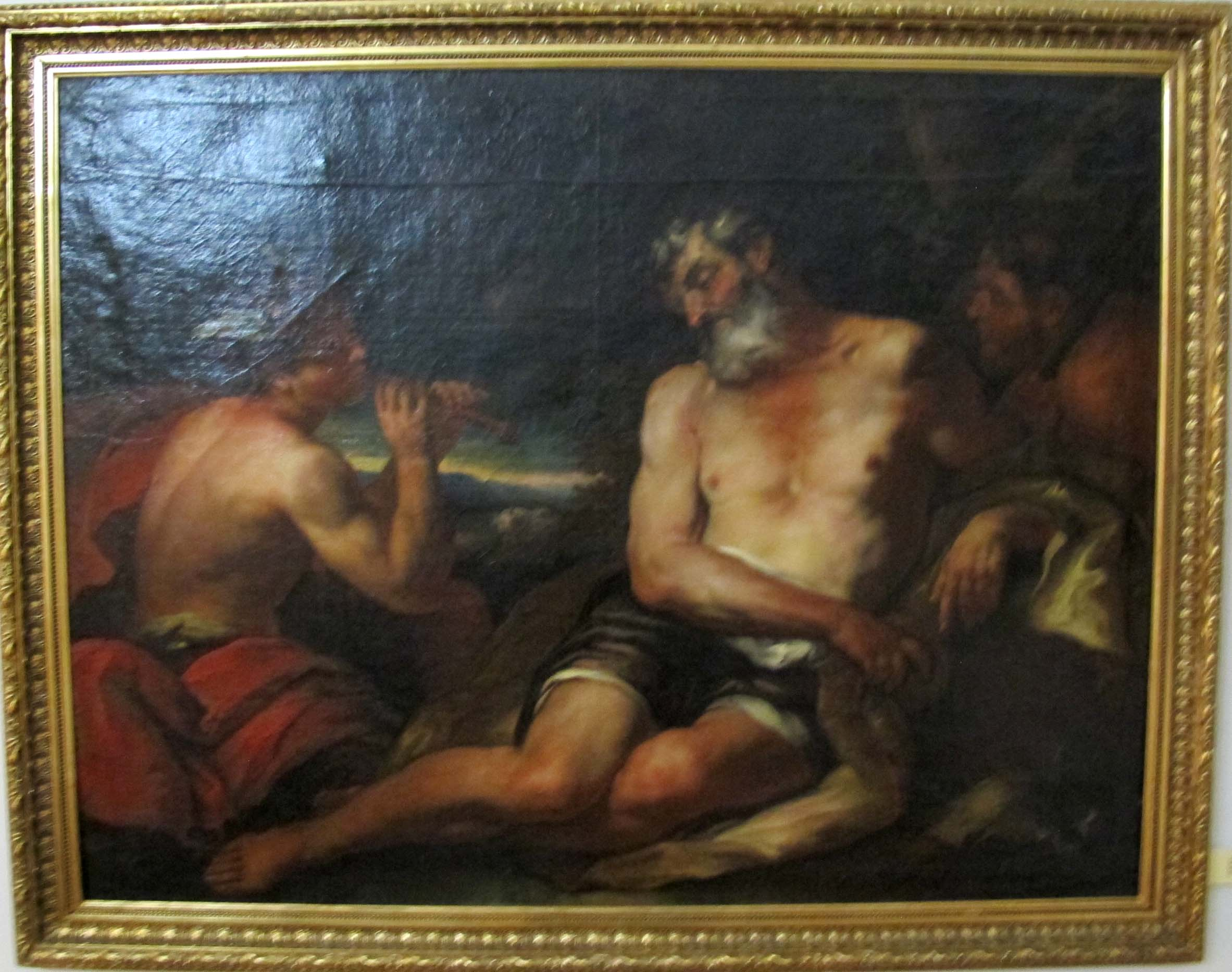
Йоган Карл Лот. «Бог Меркурій, що приспав пастуха Аргуса»
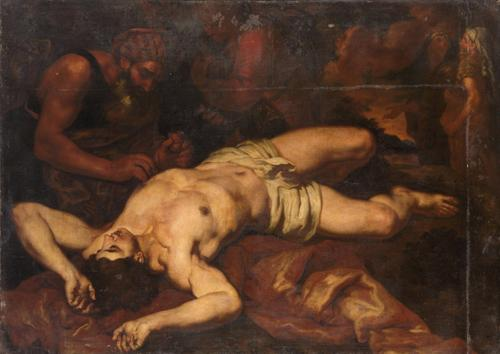
Йоган Карл Лот. «Адам біля трупа убитого сина Авеля», Музей історії мистецтв, Відень
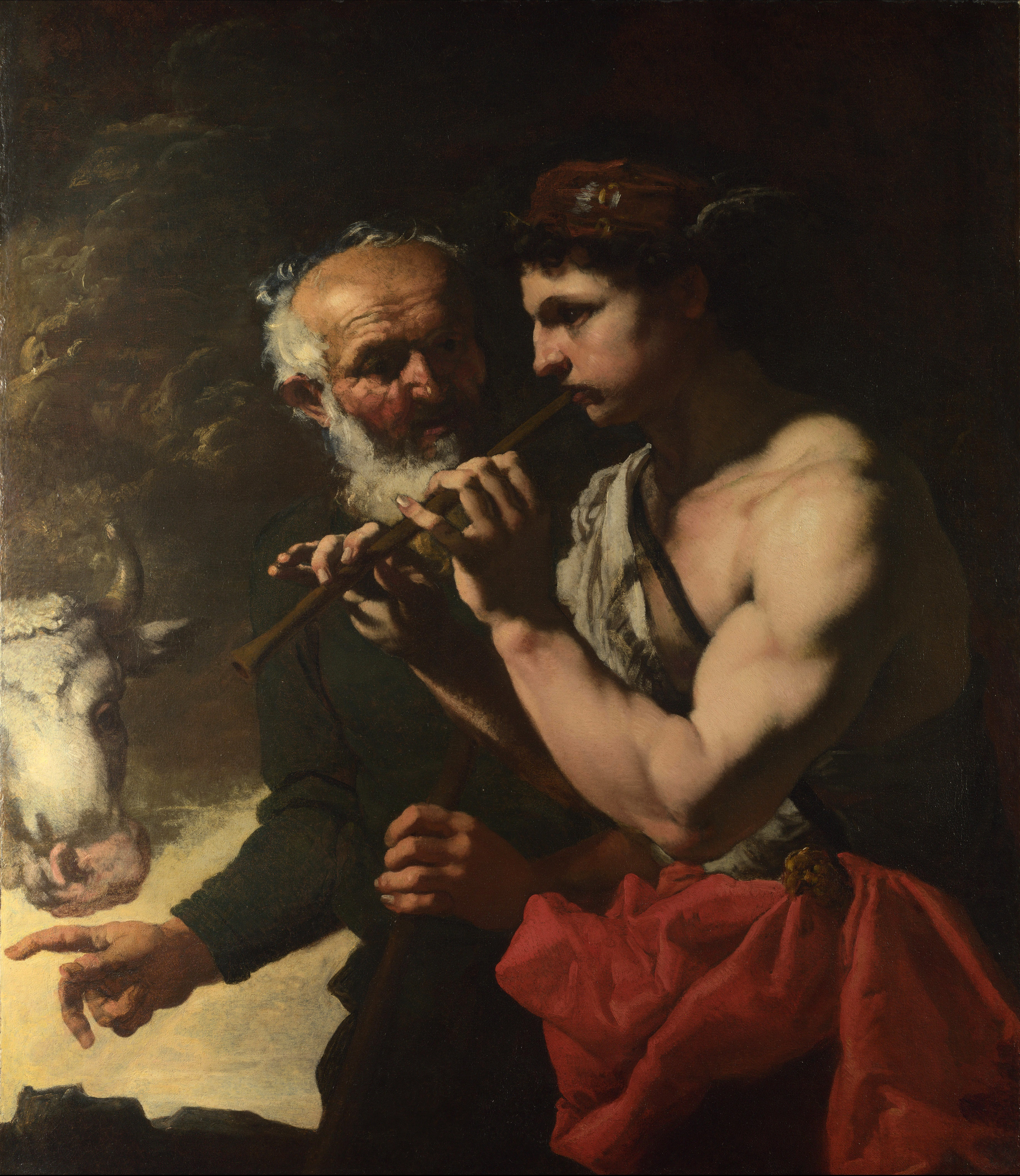
Йоган Карл Лот. «Меркурій і Аргус», Національна галерея мистецтва, Вашингтон